# 彦根都市圏
彦根都市圏（ひこねとしけん）は、滋賀県彦根市を中心とする都市圏である。
2012年3月に国土交通省近畿地方整備局がまとめた「近畿圏の広域連携に関する調査報告書（都市機能編）」では、中心都市への通勤・通学率（5％以上）の圏域である彦根市のみからなる都市圏として設定されている。また、地方都市圏のうち、小都市圏（産業集積型）の類型に分類されている。

## 定義
一般的な都市圏の定義については都市圏を参照のこと。

### 「10% 都市圏（通勤圏）」
彦根市を中心とする都市雇用圏（10% 通勤圏）に含まれる自治体は多賀町・甲良町・豊郷町で、人口は約13万人（2010年国勢調査基準）。
都市雇用圏（10% 通勤圏）の変遷
- 10% 通勤圏に入っていない自治体は、各統計年の欄で灰色かつ「-」で示す。

| 自治体 ('80) | 1980年                 | 1990年                 | 1995年                 | 2000年                 | 2005年                 | 2010年                 | 自治体 （現在） |
| ------------ | ---------------------- | ---------------------- | ---------------------- | ---------------------- | ---------------------- | ---------------------- | --------------- |
| 能登川町     | -                      | -                      | -                      | 彦根 都市圏 18万5687人 | 東近江 都市圏          | 東近江 都市圏          | 東近江市        |
| 秦荘町       | -                      | 彦根 都市圏 15万4196人 | 彦根 都市圏 15万8587人 | 彦根 都市圏 18万5687人 | 東近江 都市圏          | 東近江 都市圏          | 愛荘町          |
| 愛知川町     | -                      | 彦根 都市圏 15万4196人 | 彦根 都市圏 15万8587人 | 彦根 都市圏 18万5687人 | 東近江 都市圏          | 東近江 都市圏          | 愛荘町          |
| 彦根市       | 彦根 都市圏 13万5930人 | 彦根 都市圏 15万4196人 | 彦根 都市圏 15万8587人 | 彦根 都市圏 18万5687人 | 彦根 都市圏 13万3445人 | 彦根 都市圏 13万4750人 | 彦根市          |
| 豊郷町       | 彦根 都市圏 13万5930人 | 彦根 都市圏 15万4196人 | 彦根 都市圏 15万8587人 | 彦根 都市圏 18万5687人 | 彦根 都市圏 13万3445人 | 彦根 都市圏 13万4750人 | 豊郷町          |
| 甲良町       | 彦根 都市圏 13万5930人 | 彦根 都市圏 15万4196人 | 彦根 都市圏 15万8587人 | 彦根 都市圏 18万5687人 | 彦根 都市圏 13万3445人 | 彦根 都市圏 13万4750人 | 甲良町          |
| 多賀町       | 彦根 都市圏 13万5930人 | 彦根 都市圏 15万4196人 | 彦根 都市圏 15万8587人 | 彦根 都市圏 18万5687人 | 彦根 都市圏 13万3445人 | 彦根 都市圏 13万4750人 | 多賀町          |
| 米原町       | 彦根 都市圏 13万5930人 | 彦根 都市圏 15万4196人 | 彦根 都市圏 15万8587人 | 彦根 都市圏 18万5687人 | 長浜 都市圏            | 長浜 都市圏            | 米原市          |
| 近江町       | 彦根 都市圏 13万5930人 | 長浜 都市圏            | 長浜 都市圏            | 長浜 都市圏            | 長浜 都市圏            | 長浜 都市圏            | 米原市          |

- 2005年2月14日：坂田郡伊吹町・山東町・米原（まいはら）町が新設合併し、米原（まいばら）市が発足。
- 2005年10月1日：米原市に坂田郡近江町を編入。
- 2006年1月1日：東近江市に神崎郡能登川町、蒲生郡蒲生町を編入。
- 2006年2月13日：愛知郡秦荘町・愛知川町が新設合併し、愛荘町が発足。

## 広域行政の枠組み
彦根市が中心市となり、愛荘町、豊郷町、甲良町、多賀町と定住自立圏協定を締結している。

## 脚註
1. ↑  “近畿圏の広域連携に関する調査報告書（都市機能編） 表紙・目次”.   国土交通省近畿地方整備局 (2012年3月). 2018年6月26日閲覧。
2. ↑  “近畿圏の広域連携に関する調査報告書（都市機能編） ２-４．圏域の類型化”.   国土交通省近畿地方整備局 (2012年3月). 2018年6月26日閲覧。
3. ↑  平成26年度総合調査研究